# Tề Ý công
Tề Ý công (chữ Hán: 齊懿公; cai trị: 612 TCN – 609 TCN), tên thật là Khương Thương Nhân (姜商人), là vị vua thứ 21 của nước Tề - chư hầu nhà Chu trong lịch sử Trung Quốc.

## Thân thế
Ông là con trai thứ năm của Tề Hoàn công – vua thứ 16 nước Tề và là em của các vua Tề Hiếu công, Tề Chiêu công. Mẹ ông là bà Mật cơ.

## Giành ngôi
Tháng 10 năm 643 TCN, Tề Hoàn công qua đời. Dịch Nha và Thụ Điêu lập công tử Khương Vô Khuy lên ngôi. Thế tử Khương Chiêu chạy sang nước Tống nhờ Tống Tương công giúp đỡ.
Khi Vô Khuy lên ngôi, Khương Thương Nhân cùng các anh là Khương Nguyên, Khương Phan đều có ý định tranh giành khiến nước Tề rối loạn. Tống Tương công mang quân sang đánh Tề, đưa thế tử Chiêu về nước. Dịch Nha, Thụ Điêu và Khương Vô Khuy cùng bị giết.
Quân Tống rước Khương Chiêu vào kinh đô lập làm vua, tức là Tề Hiếu công. Khương Thương Nhân cùng Khương Phan, Khương Nguyên đều chịu quy phục.
Ngôi vua truyền qua các con trai của Tề Hoàn công. Tháng 5 năm 613 TCN, Tề Chiêu công (Khương Phan) mất. Thế tử Khương Xá lên nối ngôi. Tháng 9 cùng năm, Khương Thương Nhân có nhiều vây cánh trong triều, ra tay giết Xá để đoạt ngôi vua, tức là Tề Ý công.

## Bị giết
Tề Ý công không được lòng người trong nước. Khi còn là công tử, ông tranh chấp đất đai với nhà họ Bính nhưng không được. Khi lên ngôi, ông liền sai quật mả cha của Bính Xúc và chặt chân tay. Tuy nhiên ông vẫn để Bính Xúc làm người đánh xe.
Sau đó Ý công lại cướp vợ Diêm Chức, song lại dùng Diêm Chức làm Tham thặng. Vì vậy Diêm Chức và Bính Xúc oán hận Tề Ý công.
Năm 609 TCN, nhân dịp Ý công đi chơi ở Thân Trì, hai người đồng mưu dụ Ý công vào chơi trong rừng trúc rồi giết chết trên xe, bỏ xác trong rừng. Tề Ý công ở ngôi tất cả bốn năm.
Người nước Tề thấy Ý công chết bèn lập anh ông là Khương Nguyên - người con còn lại của Tề Hoàn công - lên làm vua, tức là Tề Huệ công.